# Brabira apatopleura
Brabira apatopleura là một loài bướm đêm trong họ Geometridae.